# Transoràngia
Transoràngia fou el nom d'un territori britànic depenent de la Colònia del Cap de Bona Esperança, que va existir amb aquest nom del 1845 fins al 1848.
El 1837 els bòers van fundar l'establiment de Winburg més enllà de l'Orange, més tard reforçat per emigrants del Natal; en els següents anys van sorgir altres establiments, part dels quals en els territoris dels griques, i molts d'aquestos colons estaven disposats a acceptar el domini britànic. Això va impulsar al ministre de Justícia de la colònia del Cap, Menzies, a creuar l'Orange (1842) i declarar el territori sota sobirania britànica, però fou desautoritzat pel governador Sir George Napier, el qual no obstant va manifestar que els colons conservaven la ciutadania britànica (havien emigrat des del Cap). Després els britànics van negociar tractats amb Adam Kok, cap dels griques, i Mosheshoe, cap dels sotho, el que va molestar als bòers, que refusaven reconèixer la sobirania de caps nadius.
Els pobladors inicials de Winburg eren antibritànics, però una bona part van marxar el 1844 a Potchefstroom, i després a Ohrigstad o a Lydenburg (1844-1849); la majoria del grangers tenien prou problemes amb els nadius. Els grangers del territori griqua van demanar igual tracte que els griques i formar un territori de blancs protegit pels britànics, i fins i tot van enviar una delegació al comissionat britànic al Natal Henry Cloete. El 1844 la lluita va esclatar entre grangers bòers i els griques; els britànics van avançar un contingent dirigit pel capità Henry Douglas Warden, en suport dels griques (8 de març de 1845), conforme el termes del tractat amb aquestos, i després d'una escaramussa a Zwartkopjes (2 de maig de 1845) es va fer un nou acord entre britànics i els griques de la terra de Waterboer, signat per Adam Kok i el governador del Cap Sir Peregrine Maitland, pel qual els territoris griques més enllà del riu Orange quedaven sota autoritat britànica, per mitjà d'un resident càrrec que va ser pel capità (després major) Warden, que va escollir com a residència la granja de Bloemfontein, que després va esdevenir una ciutat i capital del país. Però aquesta proclamació no afectava realment a tots els establiments bòers, sinó només als que abans estaven sota nominal autoritat griqua. Altres comunitats, a més de Winburg, s'havien format en altres llocs, i el volksraad de Winburg reclamava l'autoritat sobre les terres entre l'Orange i el Vaal. Una primera i curta ocupació de Winburg per Warden (1846), va portar a més colons a l'emigració cap al Transvaal.
L'establiment del territori anomenat Sobirania del Riu Orange, proclamat el 3 de febrer de 1848, va absorbir Transoràngia.